# Gustav Lenhartz
Gustav Lenhartz (* 6. Juli 1810 in Halbach; † 24. November 1871 in Minden) war ein deutscher evangelisch-reformierter Pfarrer, Konsistorialrat und Initiator der Hollandgängermission.

## Leben
Gustav Lenhartz wurde als Sohn des Stahlfabrikanten Gottfried Lenhartz (1781–1856) und der Christina Catharina Fuhrmann (1784–1877) auf dem Lenhartzhammer auf der Halbach bei Lüttringhausen geboren. Er besuchte das Akademische Gymnasium in Hamm, wo er 1830 die Abschlussprüfung mit der Note „sehr gut“ bestand. Während dieser Zeit wohnte er bei der Witwe des Oberlandesgerichtsrats Terlinden, deren Tochter Charlotte er später heiratete. Er studierte Theologie an der Universität Halle, der Friedrich-Wilhelms-Universität Berlin und der Rheinischen Friedrich-Wilhelms-Universität Bonn. An der Universität in Berlin lernte er den späteren Gründer der Inneren Mission Johann Hinrich Wichern kennen, mit dem er zeitlebens eine intensive Korrespondenz unterhielt. Nachdem er seinen Militärdienst als Einjährig-Freiwilliger beim Füsilier-Bataillon des 15. Infanterieregiments in Bielefeld absolviert hatte, arbeitete er zunächst als Hauslehrer des Freiherrn von Forstner in Münster und wurde schließlich im Dezember 1836 zum evangelisch-reformierten Pfarrer in Ladbergen gewählt. Dies blieb er bis zu seinem Wechsel zur evangelisch-reformierten Gemeinde nach Minden im Jahr 1857, deren Pfarrer er bis zu seinem Tod blieb.
In seiner Ladbergener Zeit initiierte Gustav Lenhartz, motiviert durch die Diskussionen auf dem ersten evangelischen Kirchentag 1848 in Wittenberg, an dem er teilnahm, die seelsorgerische Betreuung der sogenannten Hollandgänger, die er bis zu seinem Tod leitete. Außerdem geht der Bau der neuen evangelischen Kirche in Ladbergen auf seine Initiative zurück. In Minden, wo er nicht nur Stadt- sondern auch Garnisonspfarrer war, wurde er 1866 zum Regierungs- und Schulrat sowie zum Konsistorialrat ernannt.

## Familie
Gustav Lenhartz heiratete am 18. Juli 1837 in Hamm Charlotte Wilhelmine Friederike Terlinden (1807–1843). Mit ihr hatte er vier Kinder:
- Adelheid (* 1838)
- Julius (1839–1926), Architekt und Bauunternehmer in Hamm
- Gustav (1841–1896), evangelisch-reformierter Pfarrer in Buenos Aires, Lützellinden und Annaburg ⚭ Marie Wollenhaupt (* 8. Juli 1841), Tochter von Karl Otto Ehrenfried Ferdinand Wollenhaupt
- Theodor (1843–1844)

Nach dem Tod seiner ersten Frau heiratete er am 28. August 1845 in Unna Sophie Amalie Möllenhoff (1818–1886), eine Tochter des späteren Oberlandesgerichtsrats Ferdinand Friedrich Rudolf Möllenhoff (1776–1849) und der Theodora Friederica Elisabeth Hemmer (1790–1871). Mit ihr hatte er fünf weitere Kinder:
- Theodora (* 1846)
- Gottfried (1848–1898), Militärarzt und Redakteur der „Deutschen Militärärztlichen Zeitschrift“[3]
- Rudolf (1850–1928), Zigarrenfabrikant in Bünde und Großvater von Rudolf Lenhartz
- Hermann (1854–1910), Arzt und Professor in Leipzig, später in Hamburg
- Siegfried (1857–1908), Arzt und Professor in Leipzig.